# Cavalcata dei re
La cavalcata dei re (in ceco: Jízda králů) è una parata a cavallo che si svolge in alcune aree della Moravia, in Repubblica Ceca. Fa parte delle tradizioni della Pentecoste dei centri abitati di Hluk, Kunovice, Skoronice e Vlčnov.
Nel 2011 è stata iscritta nella lista rappresentativa del patrimonio culturale immateriale dell'umanità.
Durante la parata dei giovani uomini a cavallo attraversano i centri abitati seguendo il re, un ragazzo con il volto coperto e un fiore di carta in bocca, e i suoi paggi. Re e paggi vestono abiti femminili mentre gli accompagnatori sono vestiti da uomini, i cavalli sono riccamente decorati con fiori di carta e finimenti colorati realizzati appositamente e con colori e simbolismi propri di ogni località.
La processione è accompagnata da gruppi in costume tradizionale, musicisti e cantori che si esibiscono durante le fermate della parata raccogliendo donazioni per le loro esibizioni.
L'origine della tradizione non è chiara, a volte viene fatta risalire all'episodio in cui Mattia Corvino sconfitto in una battaglia per sfuggire all'esercito boemo si travestì da fanciulla.